# 布魯克菲爾德 (康乃狄克州)
布魯克菲爾德（英語：Brookfield）是一個位於美國康乃狄克州費爾菲爾德縣的城鎮。

## 地理
布魯克菲爾德的座標為41°28′07″N 73°23′31″W / 41.46861°N 73.39194°W，而該地的平均海拔高度為140米（即459英尺）。

## 人口
根據2010年美國人口普查的數據，布魯克菲爾德的面積為52.80平方千米，當中陸地面積為51.30平方千米，而水域面積為1.50平方千米。當地共有人口16450人，而人口密度為每平方千米311人。

## 流行文化
- 2021年電影《厲陰宅3：是惡魔逼我的》，改編自1981年厄恩·夏恩·強生審判案件。這是布魯克菲爾德的歷史上第一宗謀殺案。